# Rhinephyllum
Rhinephyllum ist eine Pflanzengattung aus der Familie der Mittagsblumengewächse (Aizoaceae). Der botanische Name der Gattung leitet sich von den griechischen Worten „ρίνη“ (rhine) für „Feile“ und für „φύλλον“ (phyllon) für „Blatt“ ab und verweist auf die raue Oberfläche der Blätter.

## Beschreibung
Die Pflanzen der Gattung Rhinephyllum wachsen kompakt bis mattenförmig. Die mit konvexen Seiten dreieckigen bis kapuzenförmigen oder keulenförmigen Laubblätter besitzen meist ungleich große Blattpaare. Ihrer Epidermis ist mit zahlreichen kleine, erhabenen, meist weißen Punkten bedeckt. Diese werden durch Erhebungen über den unter der Hypodermis liegenden tanninhaltigen Idioblasten gebildet. Die äußere Epidermiswand enthält dort eine sehr dicke Schicht Kristallsand.
Die einzelnen, hochblattlosen Blüten öffnen sich am späten Nachmittag oder am Abend. Ihre Kronblätter sind gelb. Es sind fünf getrennte Nektarien vorhanden.
Die fünffächrigen Kapselfrüchte stehen an langen Stielen. Sie sind an der Basis trichterförmig und an der Oberseite flach. Ihr Durchmesser beträgt 3 bis 7 Millimeter.

## Systematik und Verbreitung
Das Verbreitungsgebiet der Gattung Rhinephyllum erstreckt sich in Südafrika von Laingsburg in der Provinz Westkap bis nach Victoria West in der Provinz Nordkap und reicht von Jansenville in Provinz Ostkap bis in den Süden der Provinz Freistaat. Die Pflanzen wachsen meist auf Ebenen in Tonschiefer,  Sandstein oder Quarzit.
Die Erstbeschreibung wurde 1927 von Nicholas Edward Brown veröffentlicht. Der Holotypus ist Rhinephyllum muirii. Nach Heidrun Hartmann (2017) umfasst die Gattung Rhinephyllum folgende Arten:
- Rhinephyllum broomii L.Bolus
- Rhinephyllum comptonii L.Bolus
- Rhinephyllum graniforme (Haw.) L.Bolus
- Rhinephyllum inaequale L.Bolus
- Rhinephyllum luteum (L.Bolus) L.Bolus
- Rhinephyllum muirii N.E.Br.
- Rhinephyllum obliquum L.Bolus
- Rhinephyllum parvifolium L.Bolus
- Rhinephyllum pillansii N.E.Br.
- Rhinephyllum rouxii (L.Bolus) L.Bolus
- Rhinephyllum schonlandii L.Bolus
- Rhinephyllum verdoorniae (N.E.Br.) H.E.K.Hartmann

## Nachweise